# Jabuke (Danilovgrad)
Pour les articles homonymes, voir Jabuke.
Jabuke (en serbe cyrillique : Јабуке) est un village du centre du Monténégro, dans la municipalité de Danilovgrad.

## Démographie

### Évolution historique de la population
| 1948 | 1953 | 1961 | 1971 | 1981 | 1991 | 2003 |
| ---- | ---- | ---- | ---- | ---- | ---- | ---- |
| 142  | 152  | 131  | 115  | 65   | 45   | 27   |